# Llista de topònims de Vilalba Sasserra
Llista de topònims (noms propis de lloc) del municipi de Vilalba Sasserra, al Vallès Oriental
Informació actualitzada per un bot. Els canvis manuals es perdran quan s'actualitzi!

## dolmen
| imatge | Nom                  | Ubicat a                            | instància de | Detalls | coordenades                                                                     | Protecció                                  | Commons (més fotos)  | Dades a WD                    |
| ------ | -------------------- | ----------------------------------- | ------------ | ------- | ------------------------------------------------------------------------------- | ------------------------------------------ | -------------------- | ----------------------------- |
|        | dolmen de Pedra Arca | Vilalba Sasserra Llinars del Vallès | dolmen       |         | 41° 39′ 06″ N, 2° 26′ 06″ E / 41.65169722°N,2.43511111°E 211 msnm               | bé cultural d'interès local                | Dolmen de Pedra Arca | Modifica les dades a Wikidata |
|        | dolmen del Trull     | Vilalba Sasserra                    | dolmen       |         | 41° 38′ 14″ N, 2° 29′ 16″ E / 41.63733888888889°N,2.4876472222222223°E 506 msnm | bé integrant del patrimoni cultural català | Dolmen del Trull     | Modifica les dades a Wikidata |

## església
| imatge | Nom                             | Ubicat a         | instància de                 | Detalls                                                                    | coordenades                                        | Protecció                                  | Commons (més fotos)                       | Dades a WD                    |
| ------ | ------------------------------- | ---------------- | ---------------------------- | -------------------------------------------------------------------------- | -------------------------------------------------- | ------------------------------------------ | ----------------------------------------- | ----------------------------- |
|        | Santa Maria de Vilalba Sasserra | Vilalba Sasserra | església església parroquial | Arquitecte: Josep Maria Pericas i Morros Estil: historicisme arquitectònic | 41° 39′ 10″ N, 2° 26′ 30″ E / 41.65286°N,2.44162°E | bé integrant del patrimoni cultural català | Nou Temple parroquial de Vilalba Sasserra | Modifica les dades a Wikidata |
|        | Santa Maria de Vilalba Sasserra | Vilalba Sasserra | església església parroquial | Estil: arquitectura romànica                                               | 41° 38′ 40″ N, 2° 27′ 05″ E / 41.64444°N,2.45135°E | bé integrant del patrimoni cultural català | Santa Maria de Vilalba Sasserra           | Modifica les dades a Wikidata |

## masia
| imatge | Nom                | Ubicat a         | instància de | Detalls                     | coordenades                                                                       | Protecció                                  | Commons (més fotos) | Dades a WD                    |
| ------ | ------------------ | ---------------- | ------------ | --------------------------- | --------------------------------------------------------------------------------- | ------------------------------------------ | ------------------- | ----------------------------- |
|        | Ca l'Illa          | Vilalba Sasserra | masia        |                             | 41° 38′ 13″ N, 2° 27′ 34″ E / 41.6369363623742°N,2.45957863013426°E               |                                            |                     | Modifica les dades a Wikidata |
|        | Ca n'Esteve        | Vilalba Sasserra | masia        |                             | 41° 39′ 03″ N, 2° 26′ 46″ E / 41.6508696861313°N,2.44616796385095°E               |                                            |                     | Modifica les dades a Wikidata |
|        | Can Beltran        | Vilalba Sasserra | masia        |                             | 41° 39′ 03″ N, 2° 26′ 20″ E / 41.6507624544038°N,2.43891531567294°E               |                                            |                     | Modifica les dades a Wikidata |
|        | Can Bori           | Vilalba Sasserra | masia        |                             | 41° 38′ 40″ N, 2° 27′ 19″ E / 41.6444908144297°N,2.45521662500518°E               |                                            |                     | Modifica les dades a Wikidata |
|        | Can Busquets       | Vilalba Sasserra | masia        |                             | 41° 39′ 10″ N, 2° 26′ 39″ E / 41.6527702002304°N,2.44430220746689°E               |                                            |                     | Modifica les dades a Wikidata |
|        | Can Ferrer         | Vilalba Sasserra | masia        |                             | 41° 39′ 15″ N, 2° 26′ 44″ E / 41.6540919180734°N,2.44568398798799°E               |                                            |                     | Modifica les dades a Wikidata |
|        | Can Gol            | Vilalba Sasserra | masia        | Estil: arquitectura popular | 41° 39′ 00″ N, 2° 26′ 37″ E / 41.65005°N,2.44354°E ca:Camí del Cementiri 235 msnm | bé integrant del patrimoni cultural català |                     | Modifica les dades a Wikidata |
|        | Can Gol de la Font | Vilalba Sasserra | masia        |                             | 41° 39′ 01″ N, 2° 26′ 50″ E / 41.6503073448842°N,2.44722958417217°E 250 msnm      |                                            |                     | Modifica les dades a Wikidata |
|        | Can Lleuger        | Vilalba Sasserra | masia        |                             | 41° 39′ 00″ N, 2° 26′ 27″ E / 41.6500152472765°N,2.44084325180932°E               |                                            |                     | Modifica les dades a Wikidata |
|        | Can Pau Guinard    | Vilalba Sasserra | masia        |                             | 41° 39′ 02″ N, 2° 26′ 10″ E / 41.6504789709367°N,2.43620370489119°E               |                                            |                     | Modifica les dades a Wikidata |
|        | Can Rafel          | Vilalba Sasserra | masia        |                             | 41° 38′ 30″ N, 2° 27′ 01″ E / 41.6417115206904°N,2.45036497457276°E               |                                            |                     | Modifica les dades a Wikidata |
|        | Can Solà Nou       | Vilalba Sasserra | masia        |                             | 41° 39′ 13″ N, 2° 26′ 10″ E / 41.6536490623105°N,2.43611601248976°E               |                                            |                     | Modifica les dades a Wikidata |
|        | el Trull           | Vilalba Sasserra | masia        |                             | 41° 38′ 16″ N, 2° 29′ 03″ E / 41.6376706997508°N,2.48413839253254°E               |                                            |                     | Modifica les dades a Wikidata |

## Misc
| imatge | Nom                                   | Ubicat a | instància de                                                                   | Detalls                        | coordenades                                                                                               | Protecció                                  | Commons (més fotos) | Dades a WD                    |
| ------ | ------------------------------------- | --- | ------------------------------------------------------------------------------ | ------------------------------ | --- | ------------------------------------------ | ------------------- | ----------------------------- |
|        | Banc gegant de 30 passes (Big Bench)  | Vilalba Sasserra                                                                                            | monument                                                                       |                                | 41° 38′ 46″ N, 2° 26′ 56″ E / 41.64607620239258°N,2.448853015899658°E ca:Camí del Cementiri               |                                            |                     | Modifica les dades a Wikidata |
|        | Mogent                                | Llinars del Vallès Vilalba Sasserra la Roca del Vallès Vallromanes Montornès del Vallès Vilanova del Vallès | curs d'aigua riu                                                               | Desemboca: Besòs Llarg: 31.4km | 41° 38′ 06″ N, 2° 27′ 14″ E / 41.635103°N,2.453769°E 41° 32′ 48″ N, 2° 15′ 05″ E / 41.546602°N,2.251394°E |                                            | Mogent              | Modifica les dades a Wikidata |
|        | Vilalba Sasserra                      | Vilalba Sasserra                                                                                            | entitat singular de població capital municipal ens local històric de Catalunya | 780 hab                        | 41° 39′ 11″ N, 2° 26′ 23″ E / 41.65316777°N,2.43964037°E 220 msnm                                         |                                            |                     | Modifica les dades a Wikidata |
|        | casa consistorial de Vilalba Sasserra | Vilalba Sasserra                                                                                            | casa consistorial                                                              |                                | 41° 39′ 11″ N, 2° 26′ 28″ E / 41.6529752°N,2.441055°E                                                     |                                            |                     | Modifica les dades a Wikidata |
|        | creu de terme de Vilalba Sasserra     | Vilalba Sasserra                                                                                            | creu de terme                                                                  | Estil: arquitectura popular    | 41° 39′ 09″ N, 2° 26′ 30″ E / 41.65253°N,2.44165°E                                                        | bé integrant del patrimoni cultural català |                     | Modifica les dades a Wikidata |
|        | pedreres de Can Gol                   | Vilalba Sasserra                                                                                            | pedrera                                                                        |                                | 41° 38′ 54″ N, 2° 26′ 44″ E / 41.6483898057625°N,2.44556474740694°E                                       |                                            |                     | Modifica les dades a Wikidata |
|        | serra d'en Benet                      | Vilalba Sasserra                                                                                            | serra                                                                          | Llarg: 1.4km                   | 41° 38′ 28″ N, 2° 27′ 49″ E / 41.64113889°N,2.46363889°E                                                  |                                            |                     | Modifica les dades a Wikidata |